# Картель Енвігадо
Картель Енвігадо, також Офіс Енвігадо (ісп. La Oficina de Envigado) — колумбійський наркокартель та злочинна організація, що діє по всій території Колумбії, але головним чином у містах Медельїн та Енвігадо. Організація була заснована як воєнизоване крило Медельїнського картелю. Окрім наркоторгівлі картель займається вимаганнями, азартними іграми та відмиванням грошей у Вальє де Абурра, що оточує Медельїн, позиціонуючи себе як головний посередник та збирач боргів у спорах щодо торгівлі наркотиками та підтримуючи зв'язки з параконами (колумбійськими воєнізованими формуваннями) та повстанцями.

## Історія
La Oficina був заснований як воєнізоване крило Медельїнського картелю дезертиром партизанського загону Дієго Мурільо Бехерано на прізвисько Дон Берна. Після розриву стосунків з Пабло Ескобаром Маурільо об'єднав зусилля з Лос Пепес, щоб позбутися сильного суперника. Мурільо, приєднавшись до Об'єднаних сил самооборони Колумбії (ісп. Autodefensas Unidas de Colombia, AUC), організував торгівлю наркотиків від їх імені. Під контролем картелю Енвігадо також знаходиться банда найлютіших в країні найманих вбивць La Terraza.
Картель Енвігадо розширив свій вплив від Медельїну до північного узбережжя Колумбії, включаючи прикордонні з Панамою території, залучаючи до своїх лав колишніх лідерів воєнізованих партизанських загонів Колумбії. Найнижчі щаблі картелю представлені підлітками та молоддю з бідних околиць Медельїну, які не проти підзаробити, вбиваючи людей всього за $25 доларів США.
Після демобілізації Об'єднаних сил самооборони Колумбії в 2005 році Мурільо був заарештований за вбивство місцевого політика, керуючи своєю імперією з-за тюремних ґрат. Йому вдалося досягти угоди з владою, за якою він застосує свій вплив для зменшення насилля в регіоні. У 2008 році Мурільо був екстрадований разом з іншими лідерами воєнізованих формувань, а його картель зазнав нападів з боку ворожих угруповань під керівництвом Максиміліано Бонілли Ороско, відомого як Валенсіано, та Джона Ерікісона Варгаса Кардона, відомого як Себастьян, в також клану Усуга. Варгас був заарештований на своєму ранчо в серпні 2012 року.
Один з лідерів Картелю Енвігадо Себастьян Мурілло Ечеверрі, відомого під псевдонімами «Ліндо» та «Ліндолфо», син Дона Берни, був заарештований 6 лютого 2018 року в Ель Побладо, Медельїн, разом з кількома високопоставленими членами картелю.

## Діяльність
Окрім продажу наркотиків картель Енвігадо контролює низку казино та гральних закладів, які використовувались для відмивання грошей. Картель має зв'язки з місцевою владною верхівкою, а місцеві поліцейські підробляють у них в якості найманих вбивць. Картель Енвігадо має партнерські відносини з іншим колумбійським наркокартелем Лос Растрохос та мексиканським Лос Сетас.